# Alejandro Posada
Alejandro Posada Gómez (Medellín, Colombia, 1965) es un director de orquesta de nacionalidad colombo-española. 
El Maestro Alejandro Posada ha desarrollado una importante labor artística por Europa y Latinoamérica. Fue el primer colombiano en toda la historia de su país natal (Colombia) en ser nombrado Director Titular de una orquesta profesional europea de la de la Orquesta Sinfónica de Castilla y León OSCyL) desde 2002 hasta 2009. Su vinculación con ésta orquesta por más de una década, la llevó a convertirse en una de las principales orquestas del panorama español.
Es el fundador y Director Artístico de Iberacademy - Academia Filarmónica Iberoamericana, y además de la OSCyL, ha sido Director Titular de la Orquesta Filarmónica y de Cámara de Sarajevo (Bosnia-Herzegovina), Orquesta Ciudad de Baden (Austria) y de la Orquesta Nacional de su país natal (Colombia).
Adicional a su destacada trayectoria como director de orquesta, el Maestro Posada ha sido reconocido internacionalmente como un visionario, mentor y pedagogo de jóvenes y talentosos músicos con la creación de varios programas pioneros en Latinoamérica, entre los cuales se destacan: Iberacademy y la Academia Filarmónica de Medellín, AFMED. El Congreso de la República de Colombia le confirió la orden de Caballero por “su labor en beneficio de la Cultura Universal" y la ciudad de Miami le hizo un reconocimiento especial por su exitosa carrera internacional y por "servir como una fuente sobresaliente de innovación". Actualmente es también profesor de dirección en la Universidad EAFIT.
Trabaja con frecuencia con agrupaciones sinfónicas de primer orden -ha dirigido cerca de 70 orquestas diferentes, en más de 20 países- lo que le ha permitido acumular una extensa carrera nacional e internacional junto a solistas de reconocido prestigio internacional como Gidon Kremer, Frank Peter Zimmermann, Julian Rachlin, Natalia Gutman, Gil Shaham, Ewa Podles, Alessio Bax, Steven Isserlis, Lilya Zilberstein, Simon Trpceski, Sergei Krilov, María Joao Pires, Lars Vogt, Sarah Chang, Gary Hoffman, Jean Yves Thibaudet, Piotr Anderwzeiski, Simon Trpčeski, Sarah Chang entre otros. En Medellín dirigió el único concierto con orquesta que el renombrado pianista Lang-Lang realizó en Colombia. 
Su discografía incluye más de quince discos y DVD internacionales, dos de ellos nominados en España a los “Premios de la Música”. Realizó sus estudios de dirección de orquesta en la Universidad de Viena donde se graduó con honores por unanimidad, recibiendo el premio académico de excelencia otorgado por el Gobierno Austríaco.

## Biografía
Estudió teoría musical y se graduó como pianista en el Conservatorio de Bellas Artes de Medellín. En Viena realizó estudios de dirección orquestal, composición y dirección coral con los maestros Karl Östrerreicher, Heinrich Gattermeyer y Gunther Theuring en la Hochschule für Musik und Darstellende Kunst, graduándose con honores por unanimidad y recibiendo el Wuerdigungspreis, premio académico de excelencia otorgado por el Ministerio de Ciencia e Investigación de Austria. Ha sido el primer colombiano en obtener la titularidad de una orquesta europea.
Su permanente y firme compromiso con los jóvenes y niños lo ha llevado a involucrar organismos gubernamentales hasta lograr su implicación en proyectos que abarcan desde conciertos didácticos hasta encuentros juveniles de práctica orquestal como los que realiza en colaboración con la Orquesta Sinfónica de Castilla y León y la Orquesta Filarmónica de Medellín, quienes gracias a este proyecto han visto afianzar los lazos entre Europa y Latinoamérica.
Su permanente y firme compromiso con los jóvenes lo llevó a fundar en 2008 la Academia Filarmónica de Medellín -AFMED, un programa pionero en Latinoamérica cuyo propósito es contribuir al desarrollo profesional de los jóvenes músicos del país. Este programa, único en Colombia ofrece una formación musical rigurosa permanente y con proyección internacional, que busca preparar a los participantes para el ejercicio de su profesión como músicos. Gracias al apoyo de la Fundación Hilti, en 2016 fundó Iberacademy - Academia Filarmónica Iberoamericana, cuyo fin es apoyar el fortalecimiento y expansión de la educación musical en Latinoamérica, dirigido principalmente a poblaciones vulnerables y a los jóvenes músicos que se destaquen por su talento.
Iberacademy cuenta con el aval de prestigiosos aliados de gran reconocimiento internacional como la New World Symphony, en Miami; el Festival de Verbier (Suiza), la Fundación Mozarteum (Austria), entre otros.

## Premios
Por su concierto de graduación en la Universidad de Viena obtuvo el premio académico de excelencia otorgado por el Gobierno Austríaco.
Obtuvo el Primer Premio del ‘Concurso para Directores Jóvenes’ organizado por la Orquesta de Cámara de Viena; Segundo Premio del ‘I Concurso Internacional para Directores de Orquesta de Cadaqués’ y Premio Especial de la ‘XI Competición Internacional Nicolai Malko’, para directores, de Copenhague.
En octubre de 2009 el Congreso de la República de Colombia le confirió la orden de Caballero "como reconocimiento a la labor desarrollada en beneficio de la Cultura Universal". " En 2013 la ciudad de Miami le hizo un reconocimiento especial por su exitosa carrera internacional y por "servir como una fuente sobresaliente de innovación". 

## Discografía
Entre sus trabajos discográficos se destacan las grabaciones para la firma NAXOS al frente de la Orquesta Sinfónica de Castilla y León.
Su discografía incluye más de quince discos y DVD internacionales, dos de ellos para el sello Warner nominados en España a los “Premios de la Música: uno en el que se recogen obras de Luis de los Cobos y Xavier Montsalvatge, con la participación del violinista Ara Malikian, y que fue nominado en España a los “Premios de la Música 2007” y otro con los conciertos para violín de Tomás Bretón y José de Monasterio, también con la participación como solista de Ara Malikian, que fue calificado como excepcional y un lujazo por la revista musical Scherzo.